# タップ・マルシェ
タップ・マルシェ（Tap Marché）はキリンビールが飲食店向けに展開するクラフトビール専用のサーバー。従来はクラフトビールがあまり置かれていなかった日本の映画館やブックカフェにも導入が進んでいる。

## 概要
タップ・マルシェは、ビールの注ぎ口を4つ持ち、4種類のビールを提供することができる。また、容量が3リットルの小型ペットボトルに対応している。
多品種のビールを3リットルという少量で仕入れることが可能である。小型サーバーで4種類のビールを扱えるため、設置スペースなどの問題で多品種の樽詰ビールを諦めていた飲食店にも導入されている。

## 歴史
- 2016年中にテスト設置を実施[1]。初年度の目標店舗数は1,000店舗とした[1]。
- 2017年4月に東京都、神奈川県、埼玉県、千葉県限定で開始された[6]。
- 2017年5月、キリンビールやキリンビールの資本提携ブランドではない常陸野ネストビールをタップ・マルシェで取り扱うことを発表[4]。6月から取り扱いが開始された[3]。
- 2017年10月、年初目標であった1,000店を達成[6]。来春、日本全国に展開すると発表[6]。2018年の目標店舗数は5,000店舗としている[6]。
- 2018年3月、日本全国に展開[3][7]。3月中に累計2500店強の導入店舗数[7][注釈 1]。
- 2018年4月に発表されたキリンビールの計画では、2018年内に6500店を目指す[2]。